# Free Congo
Free Congo est une chanson collaborative sortie le 21 février 2025,, réunissant les rappeurs d'origine congolaise Gradur, Ninho, Josman, Youssoupha, Kalash Criminel et Damso,. Ce titre engagé vise à dénoncer les violences dans l'est de la République Démocratique du Congo (RDC) et à sensibiliser le public à la crise humanitaire qui y sévit.

## Contexte
La situation dans l'est de la RDC est marquée par des conflits armés persistants, entraînant des déplacements de populations et des violations des droits humains,. Face à ce contexte alarmant, plusieurs artistes d'origine congolaise ont décidé d'unir leurs voix pour attirer l'attention sur ces enjeux et mobiliser la communauté internationale.

## Genèse
L'initiative de Free Congo revient à Gradur, qui a rassemblé d'autres rappeurs partageant ses origines congolaises,. Ensemble, ils ont conçu un morceau reflétant leur engagement envers la paix et la justice dans leur pays d'origine.

## Composition et paroles
La chanson mêle des influences hip-hop et des sonorités traditionnelles congolaises. Les paroles, principalement en français, intègrent également des expressions en lingala, l'une des langues nationales de la RDC. Chaque artiste apporte sa perspective unique, abordant des thèmes tels que la guerre, l'espoir et la résilience du peuple congolais.

## Réception
Dès sa sortie, Free Congo a rencontré un succès notable. Le clip officiel a atteint 1,4 million de vues en deux jours et s'est classé troisième des tendances sur YouTube. Les critiques ont salué l'initiative et l'engagement des artistes, soulignant l'importance de la musique comme vecteur de sensibilisation.

## Impact et initiatives associées
Au-delà de la musique, les artistes impliqués ont lancé une campagne de collecte de fonds pour soutenir les organisations humanitaires opérant en RDC. Des concerts caritatifs et des actions de plaidoyer ont également été organisés pour prolonger l'élan de solidarité suscité par la chanson.